# Refilwe Maria Mtshweni-Tsipane

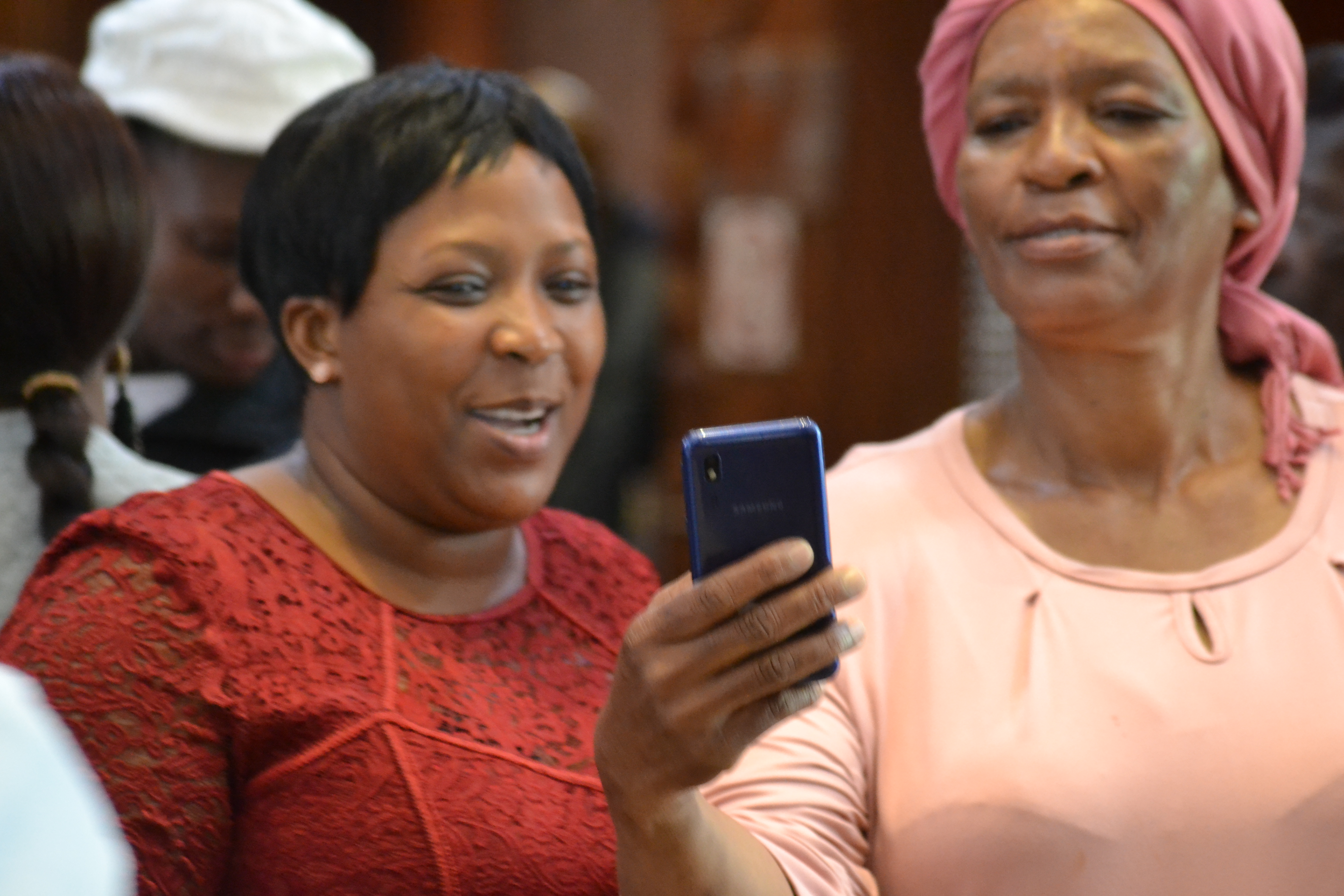
Refilwe Maria Mtshweni-Tsipane (links im Bild)

Refilwe Maria Mtshweni-Tsipane (* 3. September 1973 in Emalahleni, Transvaal) ist eine südafrikanische Politikerin des African National Congress (ANC) und Premierministerin der Provinz Mpumalanga.

## Leben
Die Schulzeit schloss Mtshweni 1990 mit ihrem Matric in der Hlabirwa Commercial School in Limpopo ab. Danach begann sie ein Studium für Human Resources Management am Technikon Pretoria und erhielt hier 1993 ein National Diploma. Ergänzend dazu studierte sie an der Universität Pretoria im Bereich Management Development Programme. Zudem erwarb Mtshweni ein postgraduales Zertifikat im Fach Leadership and Governance an der University of the Witwatersrand School of Business.
Ihr politisches Engagement begann mit ehrenamtlichen Funktionen, wie Regionalvorsitzende der ANC Women’s League (1993–1996) und Aktivistin bei der National Union of Metal Workers of South Africa (1997–1999). Erste Erfahrungen in einem öffentlichen Wahlamt konnte sie zwischen 2003 und 2005 als Mitglied eines Ward Committee sammeln. Von 2007 bis 2010 war Mtshweni Mitglied des Vorstandes im Provinzverband der ANC Youth League von Mpumalanga und einige Jahre (2012–2017) als Regionalschatzmeisterin der ANC Women’s League aktiv.
Seit 2014 ist Mtshweni Mitglied der Provincial Legislature von Mpumalanga. Dort hatte sie mehrere Vorsitzfunktionen in Ausschüssen und war schließlich stellvertretende Vorsitzende der ANC-Fraktion. Seit dem 14. März 2018 ist sie die gewählte Premierministerin der Provinz, die bereits vom Juli 2017 bis zum 14. März 2018 diese Funktion wegen des Amtsübergangs ihres Vorgängers David Mabuza zum Stellvertretenden Präsident Südafrikas und seiner ANC-Funktion amtierend ausübte.

## Persönliches
Sie ist mit Lawrence Tsipane verheiratet, der im nationalen Department of Public Service and Administration (DPSA) tätig ist.